# Cascades de Murel
Les cascades de Murel sont un ensemble de chutes d'eau, formées par un ruisseau, la Franche Valeine, sur le territoire de la commune d'Albussac, en Corrèze.
Ces cascades ont été répertoriées comme zone naturelle d'intérêt écologique, faunistique et floristique (ZNIEFF) puis ont été protégées au titre des sites classés à partir de 1980.

## Les cascades
La plus en amont, la cascade de la Prade, est une chute d'eau de près de 25 mètres de hauteur. Elle est suivie de la Grande cascade, d'une hauteur de 13 m, puis de deux autres, appelées les Petites cascades, chutant respectivement 4 m et de 1,5 m. Puis, la Franche Valeine rejoint la Souvigne, dont elle est un affluent.

## Le sentier de visite
Des sentiers de randonnée sont aménagés pour permettre aux visiteurs d'atteindre les cascades, au cœur de la forêt corrézienne, le départ pouvant se faire depuis Albussac ou Forgès.

## Légende
Une légende rapporte que les anciennes cloches du village d'Albussac reposent au fond de la vasque de la grande cascade, déposées à cet endroit par le diable en personne.

## Environnement
Les cascades de Murel sont site classé depuis un décret du 16 avril 1980.
Les vallées du ruisseau de Franche Valeine et de son affluent, le ruisseau des Rochettes, correspondent à une zone naturelle d'intérêt écologique, faunistique et floristique (ZNIEFF), protégée pour leur intérêt botanique

## Galerie

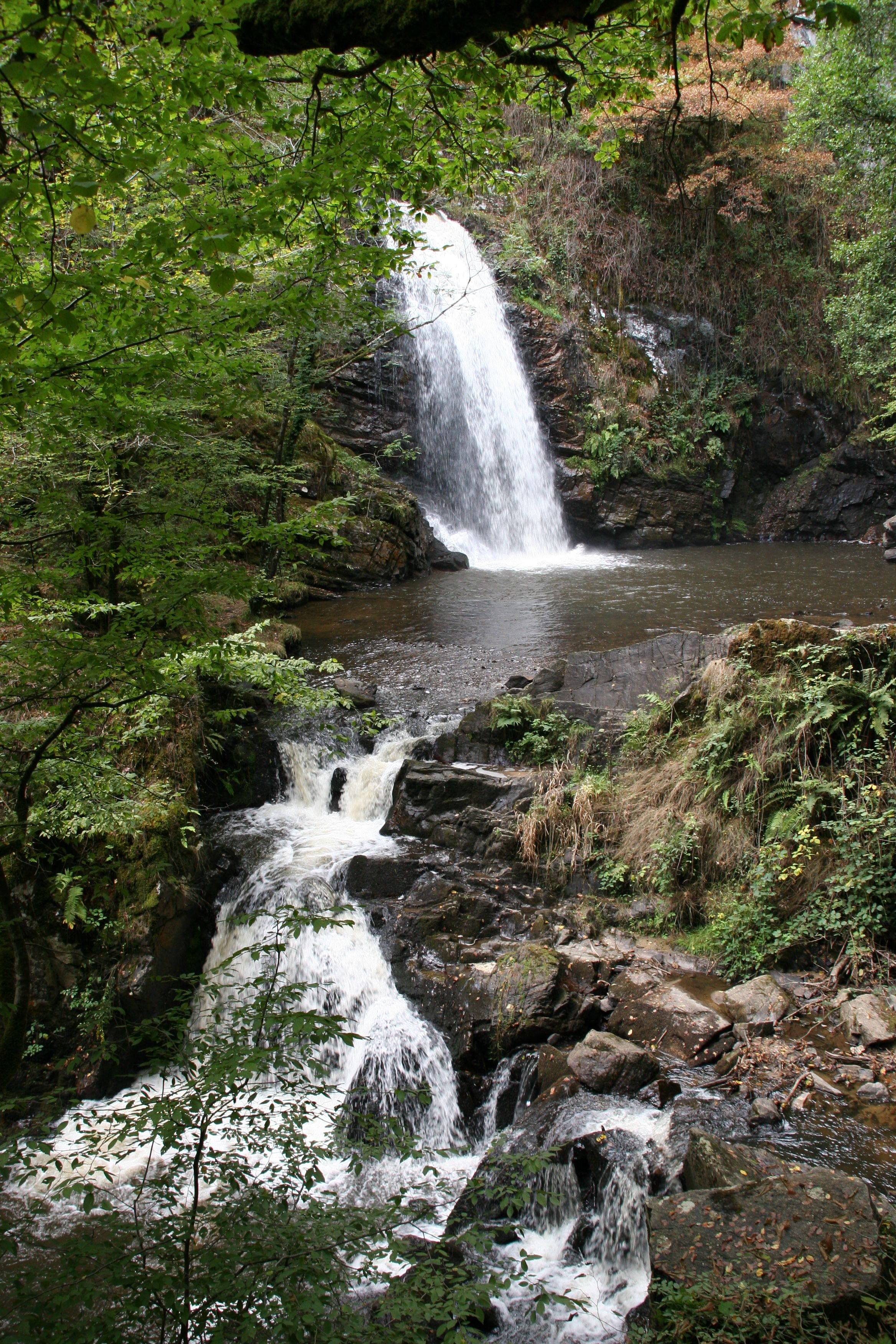
Les deux premières cascades.
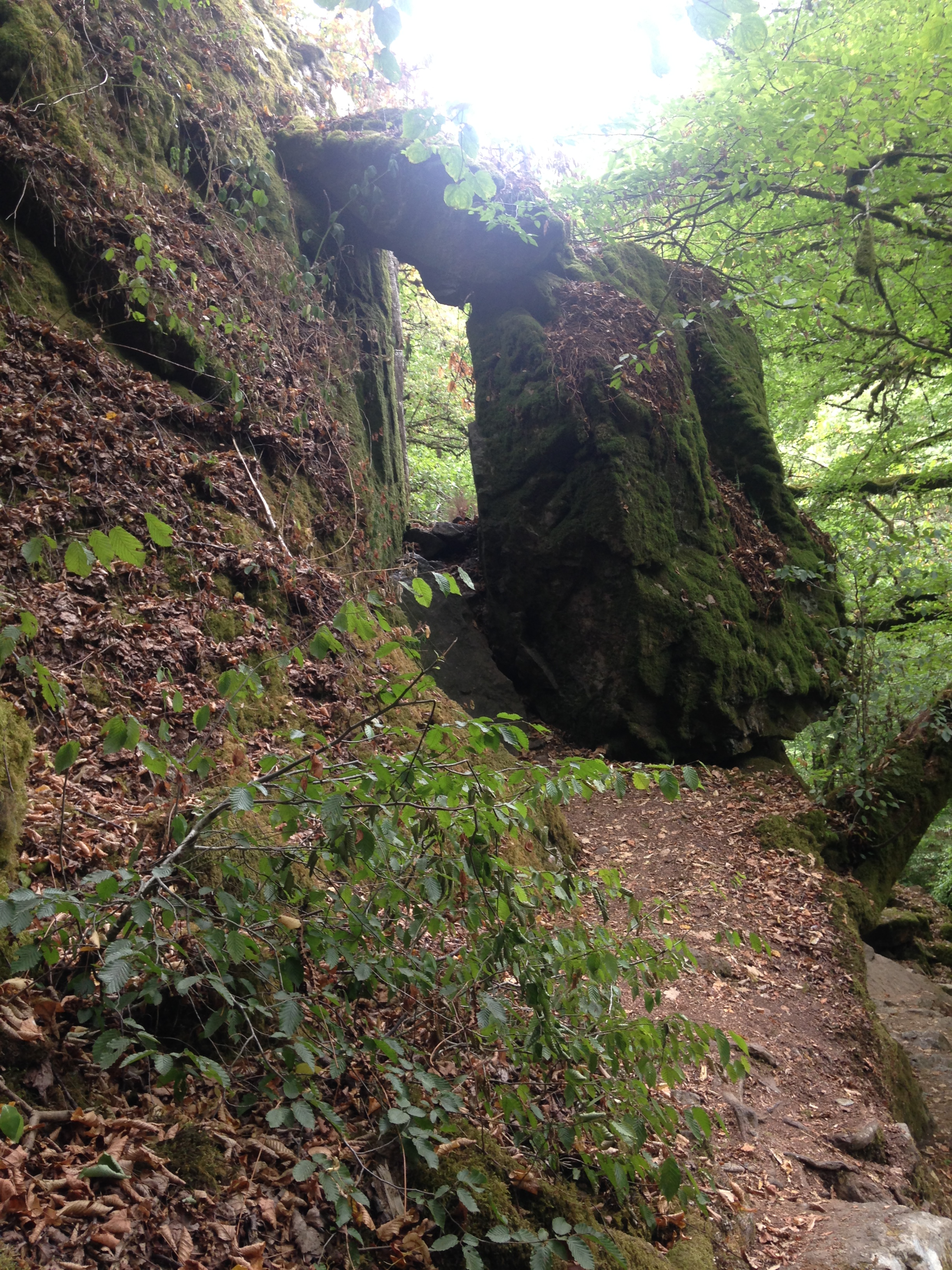
La Porte du diable.